# Casino Battle Royale
El Casino Battle Royale, o su variante en equipo, el Casino Tag Team Royale, es un battle royal de lucha libre profesional celebrado por la empresa estadounidense All Elite Wrestling (AEW). Ambas variaciones son reglas de rumble modificadas Battle Royal. El combate cuenta con 21 participantes, mientras que el Casino Tag Team Royale cuenta con 15 equipos (un total de 30 luchadores). El ganador del Casino Battle Royale recibe un combate por el campeonato mundial de la división de su respectivo género, ya sea el Campeonato Mundial de AEW o el Campeonato Mundial Femenino de AEW, mientras que el ganador del Casino Tag Team Royale, que es solo para hombres, recibe un Campeonato Mundial en Parejas de AEW.

## Historia
El primer Casino Battle Royale ocurrió durante el pre-show del evento inaugural de AEW Double or Nothing en mayo de 2019, y fue un partido de hombres. El ganador de este primer partido se inscribió en el partido para determinar el titular inaugural del Campeonato Mundial de AEW en All Out en agosto de ese año. El segundo Casino Battle Royale fue un partido de mujeres y se llevó a cabo durante el pre-show del evento mencionado anteriormente. Al igual que la primera, el ganador de esta segunda iteración ingresó al partido para determinar el titular inaugural del Campeonato Mundial Femenino de AEW en el primer episodio del programa de televisión semanal de AEW Dynamite. El tercer Casino Battle Royale, que fue de hombres, tuvo lugar en el All Out del año siguiente, celebrado en septiembre, y el ganador recibió un futuro combate por el Campeonato Mundial de AEW.
Una variación de la lucha por equipos masculinos, llamada Casino Tag Team Royale, se utilizó por primera vez en Revolution en marzo de 2021. El equipo ganador ganó una lucha por el Campeonato Mundial en Parejas de AEW.

## Reglas
El Casino Battle Royale está inspirado en el juego de naipes donde por cada carta con respectiva figura (trébol, diamante, corazón y pica), salen cinco luchadores en un intervalo de tres minutos para disputar la lucha. La carta del joker representa al último luchador en ingresar a la lucha.

## Ganadores del Casino Battle Royale

### Hombres
| Ganador             | Fecha                   | Lugar                  | Evento de AEW     | Participantes | Eliminó último a |
| ------------------- | ----------------------- | ---------------------- | ----------------- | ------------- | ---------------- |
| Adam "Hangman" Page | 25 de mayo de 2019      | Paradise, Nevada       | Double or Nothing | 21            | MJF              |
| Lance Archer        | 5 de septiembre de 2020 | Jacksonville, Florida  | All Out           | 21            | Eddie Kingston   |
| Jungle Boy          | 30 de mayo de 2021      | Jacksonville, Florida  | Double or Nothing | 21            | Christian Cage   |
| Kyle O'Reilly       | 8 de junio de 2022      | Independence, Missouri | Dynamite #140     | 21            | Wheeler Yuta     |

### Mujeres
| Ganadora  | Fecha                   | Lugar                     | Evento de AEW | Participantes | Eliminó último a       |
| --------- | ----------------------- | ------------------------- | ------------- | ------------- | ---------------------- |
| Nyla Rose | 31 de agosto de 2019    | Hoffman Estates, Illinois | All Out       | 21            | Dr. Britt Baker D.M.D. |
| Ruby Soho | 5 de septiembre de 2021 | Hoffman Estates, Illinois | All Out       | 21            | Thunder Rosa           |

### Equipos
| Ganadores                                     | Fecha              | Lugar                     | Evento de AEW | Participantes | Eliminaron a último a                       |
| --------------------------------------------- | ------------------ | ------------------------- | ------------- | ------------- | ------------------------------------------- |
| Death Triangle (PAC & Rey Fénix)              | 7 de marzo de 2021 | Jacksonville, Florida     | Revolution    | 30            | Jurassic Express (Jungle Boy & Luchasaurus) |
| The Young Bucks (Matt Jackson & Nick Jackson) | 2 de marzo de 2022 | Jacksonville, Florida     | Dynamite #126 | 30            | Top Flight (Darius Martin & Dante Martin)   |
| Orange Cassidy & Danhausen                    | 1 de marzo de 2023 | San Francisco, California | Dynamite #178 | 20            | The Butcher & The Blade                     |

## Récords y estadísticas

### Masculinos

#### Récord de victorias
| Luchador            | Victorias | Año  |
| ------------------- | --------- | ---- |
| Adam "Hangman" Page | 1         | 2019 |
| Jungle Boy          | 1         | 2021 |
| Lance Archer        | 1         | 2020 |
| PAC                 | 1         | 2021 |
| Rey Fénix           | 1         | 2021 |
| Matt Jackson        | 1         | 2022 |
| Nick Jackson        | 1         | 2022 |
| Kyle O'Reilly       | 1         | 2022 |
| Orange Cassidy      | 1         | 2023 |
| Danhausen           | 1         | 2023 |

#### Más apariciones en el Casino Battle Royale
Sólo aquellos que han logrado 3 apariciones o más. Datos hasta Casino Battle Royale 2022.
| Luchador          | N.º | Primero | Más reciente |
| ----------------- | --- | ------- | ------------ |
| Brian Pillman Jr. | 4   | 2019    | 2022         |
| Preston Vance     | 4   | 2021    | 2023         |
| Rey Fénix         | 4   | 2020    | 2023         |
| The Blade         | 4   | 2020    | 2023         |
| The Butcher       | 4   | 2020    | 2023         |
| Austin Gunn       | 3   | 2021    | 2022         |
| Colten Gunn       | 3   | 2021    | 2022         |
| Dante Martin      | 3   | 2022    | 2023         |
| Evil Uno          | 3   | 2021    | 2022         |
| Griff Garrison    | 3   | 2021    | 2022         |
| Isiah Kassidy     | 3   | 2019    | 2021         |
| John Silver       | 3   | 2021    | 2023         |
| Jungle Boy        | 3   | 2019    | 2021         |
| Marq Quen         | 3   | 2019    | 2021         |
| Matt Sydal        | 3   | 2020    | 2021         |
| Max Caster        | 3   | 2021    | 2022         |
| Ortiz             | 3   | 2020    | 2022         |
| Powerhouse Hobbs  | 3   | 2020    | 2022         |
| Penta El Zero M   | 3   | 2020    | 2023         |
| Santana           | 3   | 2020    | 2022         |

### Femeninos

#### Récord de victorias
| Luchador  | Victorias | Año  |
| --------- | --------- | ---- |
| Nyla Rose | 1         | 2019 |
| Ruby Soho | 1         | 2021 |

#### Más apariciones en el Casino Battle Royale
Sólo aquellos que han logrado 2 apariciones o más. Datos hasta Casino Battle Royale 2021.
| Luchadora       | N.º | Primero | Más reciente |
| --------------- | --- | ------- | ------------ |
| Allie/The Bunny | 2   | 2019    | 2021         |
| Big Swole       | 2   | 2019    | 2021         |
| Nyla Rose       | 2   | 2019    | 2021         |
| Penelope Ford   | 2   | 2019    | 2021         |

### Datos generales
- El battle royale que duró más tiempo fue el del Dynamite #126 (2022) con 27:01. Por otro lado, el de menos tiempo fue el de Double or Nothing (2019) con 16:00.
- Los participantes que provinieron de Lucha Libre AAA Worldwide para el battle royale fue Faby Apache.
- Los participantes que provinieron de Impact Wrestling para el battle royale fueron Tommy Dreamer y Tenille Dashwood.
- Los participantes que provinieron de New Japan Pro-Wrestling para el battle royale fueron Lio Rush y Aussie Open (Kyle Fletcher & Mark Davis).
- El luchador con mayor cantidad de eliminaciones acumuladas en los battle royale es Jungle Boy con 9 eliminaciones.
- La luchadora con mayor cantidad de eliminaciones acumuladas en los battle royale es Nyla Rose con 15 eliminaciones.
- Solo tres luchadores extranjeros (no estadounidenses) han ganado el torneo: PAC del Reino Unido en 2021, Rey Fénix de México en 2021 y Kyle O'Reilly de Canadá en 2022.